# Sihó
San Antonio Sihó (oficialmente, Sihó) es una localidad situada en el municipio de Halachó, en el estado de Yucatán, México. Según el censo de 2020, tiene una población de 1735 habitantes.
También en San Antonio Sihó se encuentran unas ruinas mayas. 

## Toponimia
El nombre (Sihó) proviene del idioma maya.
Sihó en español significa "Ofrenda de cinco".

## Hechos históricos
- En 1910 cambia su nombre de Sihó a San Antonio Sihó.
- En 1970 cambia a Sihó.
- En 1980 cambia a San Santonio Sihó.
- En 1995 cambia a Sihó.

## Demografía
Según el censo de 2020 realizado por el INEGI, la población de la localidad es de 1735 habitantes, de los cuales 855 son hombres y 880 son mujeres.
| 270                         | 515 | 556 | 518 | 546 | 560 | 713 | 731 | 602 | 1245 | 1285 | 1313 | 1386 | 1735 |
| (Fuente: INEGI [Consultar]) |     |     |     |     |     |     |     |     |      |      |      |      |      |